# Clyde Simms
Clyde Simms (21 de agosto de 1982 en Jamestown, Carolina del Norte) es un exfutbolista estadounidense y su último club fue con el New England Revolution de la Major League Soccer.

## Trayectoria

### Selección nacional
Ha sido internacional con la Selección de fútbol de los Estados Unidos, jugó un solo partido en 2005 ante Inglaterra.

### Clubes juveniles
| Periodo   | Club                  |
| --------- | --------------------- |
| 2000-2003 | East Carolina Pirates |

## Clubes
| Club                   | País           | Año       |
| ---------------------- | -------------- | --------- |
| Raleigh CASL Elite     | Estados Unidos | 2003      |
| Richmond Kickers       | Estados Unidos | 2004      |
| D.C. United            | Estados Unidos | 2005-2011 |
| New England Revolution | Estados Unidos | 2012-2013 |